# Filipinas en los Juegos Paralímpicos de Seúl 1988
Filipinas estuvo representada en los Juegos Paralímpicos de Seúl 1988 por cuatro deportistas masculinos. El equipo paralímpico filipino no obtuvo ninguna medalla en estos Juegos.